# Estadio Monumental "U"
Estadio Monumental “U” är en fotbollsstadion i Lima i Peru. Den är hemmaarena åt Universitario de Deportes (därav U:et i namnet). Estadio Monumental "U" är Perus största och mest moderna stadion. Projektet började 1989 och bygget påbörjades i januari 1991. Anläggningen invigdes den 2 juli år 2000. Stadions enda lagliga ägare är klubben själv. Den uruguayanske arkitekt Walter Lavalleja Sarriés utformade och ledde uppförandet av stadion. Vid tiden för dess byggnation blev den Perus största stadion och även den 5:e största i Sydamerika. Sedan dess expansion till en publik på 80 000 platser i början av 2020-talet har den blivit Sydamerikas näst största stadion. Arenan byggdes i enlighet med FIFA :s manual med tekniska specifikationer för VM-slutspel.

## Historik
Stadion har varit värd för några av Perus fotbollslandslags internationella matcher, som FIFA World Cup-kval. Det var också värd för slutskedet av 2008 års Copa Perú. Men Monumental saknades i organisationen av Copa América 2004 på grund av konflikter mellan klubben och arrangörerna. Dessutom, mellan öppningen 2000 och 2007, spelades endast en upplaga av den peruanska Clásico på grund av säkerhetsproblem, men i slutet av 2008 återvände derbyt till stadion.
Den 5 november 2019 valdes Estadio Monumental av CONMEBOL till värd för Copa Libertadores-finalen 2019, som vanns av Flamengo mot CA River Plate (2-1), efter att chilenska protester 2019 väckt säkerhetsoro över utvecklingen av matchen i Santiago, staden som ursprungligen valts som värd.

## Byggnaden
Belägen på Avenida Prolongación Javier Prado Este, rymmer stadion 85 000 åskådare och det omgivande sportkomplexet har en yta på 186 542 m2. Det finns 3 planer - stadionplanen och två träningsplaner. Stadion är uppdelad i två huvudsektioner där den nedre delen är montrar för allmänheten och den övre delen av sex våningar med lyxloger. Den nedre delen av stadion består av fyra läktare – kända som Norte, Sur, Oriente och Occidente (nord, syd, öst respektive väst respektive) – var och en med dess egen ingång. Den östra och västra läktaren är enbart sittplatser, medan den norra och södra läktaren har ståplatser. I centrum av den västra läktaren finns Palco Oficial för cirka 600 åskådare, som har egen ingång och bekvämligheter som toalettrum och cafeteria. Tillsammans kan dessa fyra läktare ta emot 65 000 åskådare. Den övre delen består av lyxsviterna som är 1 250 totalt för cirka 20 000 åskådare. Svitägarna har en reserverad parkeringsplats.
Stadion har fyra omklädningsrum som ligger under den västra läktaren, varav två är de viktigaste för huvudmatchen som stadion är värd för, medan de andra två är för lag som deltar i en förmatch. Omklädningsrummen har duschar, badrum, omklädningsrum och massagerum. De viktigaste omklädningsrummen har ett kontor för chefen för teamet. Det finns också ett antidopningsrum, ett domaromklädningsrum och ett kapell. Nedanför den södra läktaren finns ett omklädningsrum för musikalisk konsertpersonal.
I den västra montern – Occidente – är första våningen i den övre delen exklusivt gjord för media och press. Det finns 168 platser för tidningsjournalister förutom 32 hytter för radiosändningar samt 5 specialgjorda utrymmen för tv-sändningar. Två fotolaboratorier finns tillgängliga. Flera rum finns också tillgängliga för press, presskonferenser, telekommunikation och ackreditering.